# Nolina lindheimeriana
Nolina lindheimeriana là một loài thực vật có hoa trong họ Măng tây. Loài này được (Scheele) S.Watson mô tả khoa học đầu tiên năm 1879.

## Hình ảnh

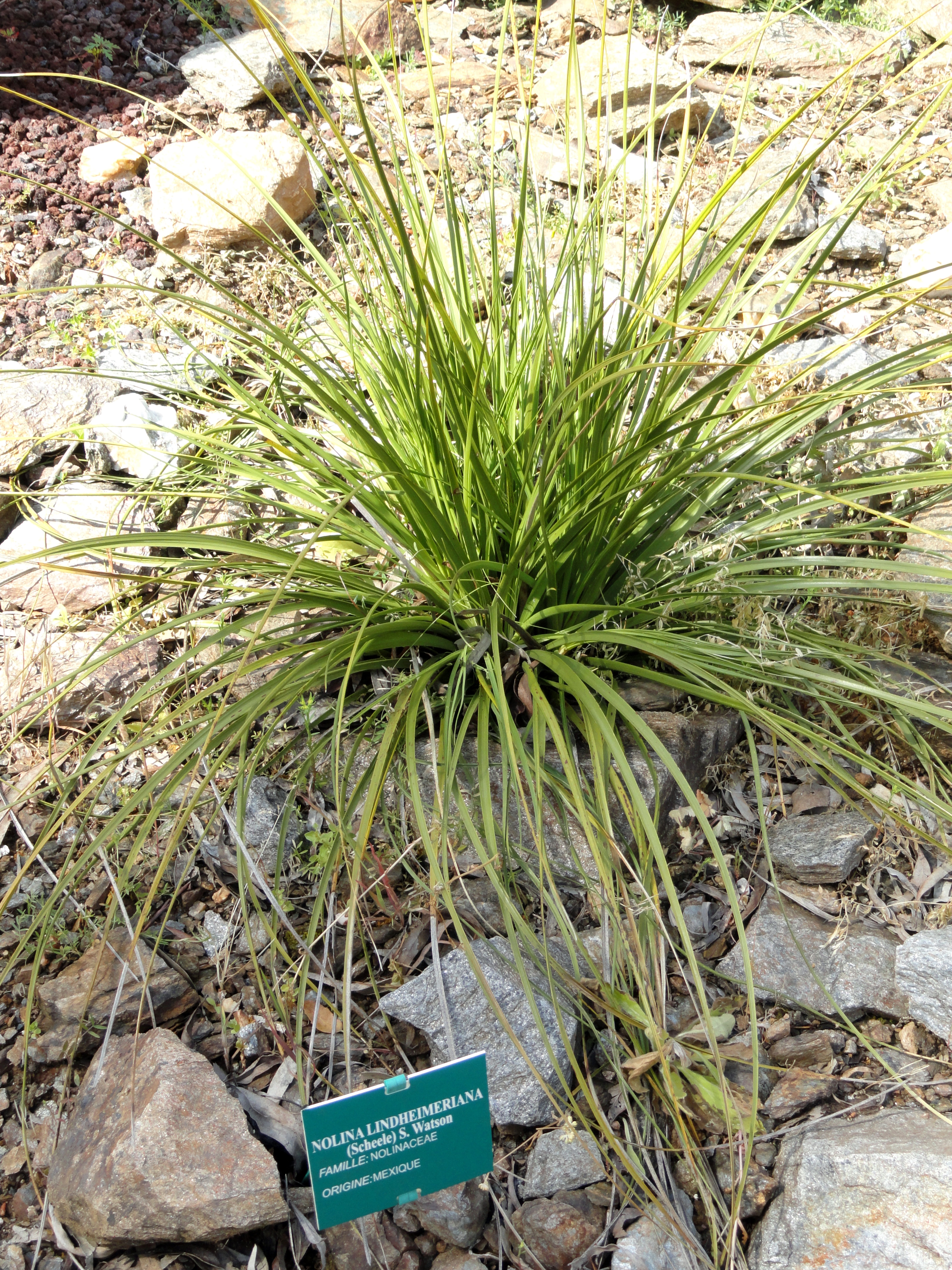
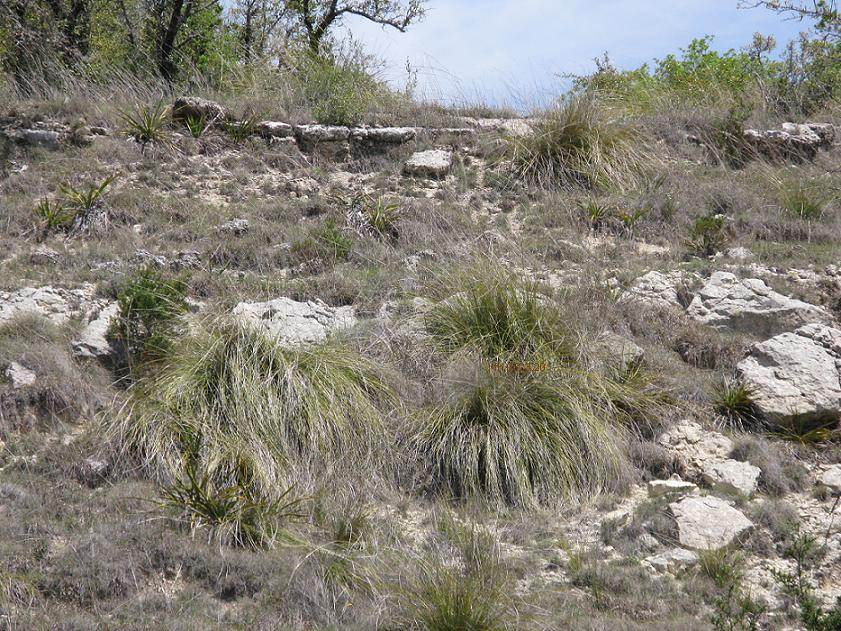
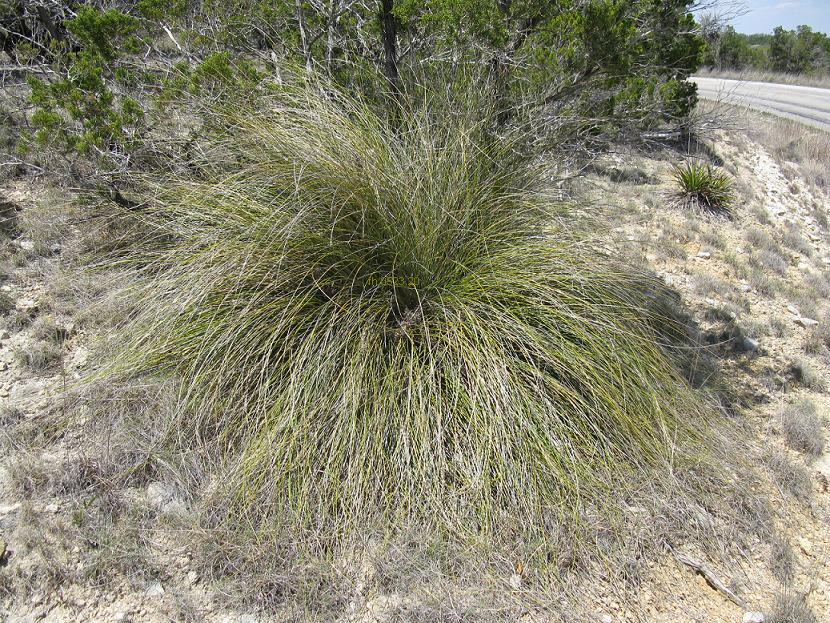